# René Fauchois
René Fauchois (31 de agosto de 1882 – 10 de febrero de 1962) fue un escritor dramaturgo y actor teatral de nacionalidad francesa. 

## Biografía
Nacido en Rouen, Francia, Fauchois fue libretista de Gabriel Fauré y de Reynaldo Hahn, y autor de numerosas piezas, tragedias y comedias. Hoy en día es principalmente conocido por ser el autor de Boudu sauvé des eaux, comedia adaptada al cine por vez primera en 1932 por Jean Renoir con un film del mismo nombre, y adaptada posteriormente por otros directores, entre ellos por Paul Mazursky con la película Down and Out in Beverly Hills.
René Fauchois llegó a París en 1897 con la intención de hacerse actor, trabajando rápidamente al lado de Jean Mounet-Sully y de Sarah Bernhardt. Su primera pieza como autor, un drama, Le Roi des Juifs, se representó en el Teatro l'Œuvre, en París, en 1899. Siguió con una doble carrera de autor e intérprete, actuando con frecuencia en sus propias obras. En 1915 y 1916 tres de sus piezas fueron representadas en la Comédie-Française: La Veillée des armes, L'Augusta y Vitrail.
Tras la Primera Guerra Mundial se dedicó más a la comedia, creando en 1919 el personaje del vendedor Lestingois, liberal y sensual, en su obra Boudu sauvé des eaux, papel cercano a él y que retoma en la escena en 1925, junto a Michel Simon.
René Fauchois tuvo amistad con Max Jacob, André Suarès y Sacha Guitry, e intervino en varios de los filmes de Guitry, entre ellos Remontons les Champs-Élysées y Le Destin fabuleux de Désirée Clary.
Hombre de acción, Fauchois fundó, junto a Georges de Wissant, el Sindicato de autores dramáticos, del que fue secretario. También fue presidente de la Sociedad de autores y compositores dramáticos en 1955 y 1956, y miembro de la Academia de ciencias, letras y bellas artes de Rouen desde 1930 a 1962.
René Fauchois falleció en París en 1962.        

## Obra literaria
- 1899 : Le Roi des Juifs, drama en cinco actos, en verso
- 1902 : Louis XVII, drama en cinco actos, en verso
- 1902 : Le Poète et la Concierge, comedia en un acto
- 1904 : L'Exode, pieza en tres actos
- 1908 : La Fille de Pilate, pieza en tres actos en verso
- 1908 : Beethoven, drama en tres actos en verso
- 1911 : Rivoli, pieza en cinco actos, en prosa y verso
- 1913 : Pénélope, poema lírico en tres actos, con música de Gabriel Fauré
- 1914 : Nocturne, comedia en un acto
- 1914 : Le Miracle, comedia
- 1915 : Les Gloriales, La Veillée des armes
- 1915 : Les Gloriales, La Nuit française
- 1916 : L'Augusta, tragedia
- 1916 : Vitrail, un acto en verso
- 1916 : La Forêt sacrée, cuadro alegórico, música de Charles Pons
- 1919 : Nausicaa, ópera en dos actos, música de Reynaldo Hahn
- 1919 : Jean Bart ou Le Bon Corsaire
- 1919 : Boudu sauvé des eaux, comedia en cuatro actos
- 1920 : Rossini, comedia en tres actos,
- 1921 : L'Enfant gâtée, comedia en tres actos
- 1922 : Mademoiselle Jockey, comedia en tres actos
- 1922 : La Danseuse éperdue, comedia en tres actos
- 1923 : L'Affaire de la rue Dupetit-Thouars
- 1924 : Mozart, comedia en tres actos
- 1924 : Le Singe qui parle, comedia
- 1924 : Masques et Bergamasques, comedia lírica en un acto, música de Gabriel Fauré,
- 1926 : La Mort de Patrocle, tragedia en tres actos
- 1926 : La Leçon de Talma, un acto en verso
- 1926 : La Paix des familles, novela
- 1927 : Le Tombeau de Verhaeren, poema
- 1928 : La Vie d'amour de Beethoven
- 1930 : Vue de Rouen
- 1932 : Prenez garde à la peinture, comedia en tres actos
- 1934 : La Dame aux gants verts, comedia en tres actos
- 1936 : Le Bateau ivre, comedia en cinco actos
- 1936 : Émile Verhaeren, 1855-1916, Bruxelles, I.N.R Éditeur
- 1936 : Délices des mourants, poesías
- 1938 : Le Chirurgien de Jouvence, comedia en tres actos
- 1938 : La Part de l'homme, poesías
- 1938 : La Vengeance de Bacchus, obra moral en un acto y un prólogo
- 1940 : Hérodiade,  tragedia en tres actos
- 1941 : L'Amour dentiste
- 1943 : Rêves d'amour, pieza en seis actos
- 1943 : Trois héros de la musique, Évocations dramatiques, Mozart, Beethoven, Rossini
- 1943 : Cauchemar. Monsieur Pigibi. L'Arbre
- 1944 : Casimir ou Le Génie de la Bastille, comedia en cinco actos
- 1945 : Joie sur la terre
- 1946 : Les Vacances à Paris
- 1947 : Quand le diable y serait, comedia en tres actos
- 1948 : Le Pardessus, comedia en un acto
- 1950 : La Vengeance de Bacchus, obra moral en un acto y un prólogo
- 1951 : Madame Bovary, drama lírico a partir de la obra de Flaubert, música de Emmanuel Bondeville
- 1952 : Accord sans musique, comedia en un acto
- 1955 : La Cruche cassée, comedia en seis actos
- 1956 : Comme deux gouttes d'eau, comedia en tres actos
- 1960 : Jeanne et ses voix, poema dramático

## Adaptaciones al cine
- 1927 : The Monkey Talks, de Raoul Walsh
- 1932 : Boudu sauvé des eaux, de Jean Renoir
- 1932 : Prenez garde à la peinture, de Henri Chomette
- 1933 : Christopher Bean, de Sam Wood
- 1947 : Rêves d'amour, de Christian Stengel
- 1978 : Boudu sauvé des eaux (TV, Au théâtre ce soir)
- 1986 : Down and Out in Beverly Hills, de Paul Mazursky
- 2005 : Boudu, de Gérard Jugnot

## Actor de teatro
- 1900 : L'Aiglon, de Edmond Rostand, Teatro Sarah-Bernhardt
- 1902 : Théroigne de Méricourt, de Paul Hervieu, Teatro Sarah-Bernhardt
- 1908 : La Fille de Pilate, de René Fauchois, Teatro Hébertot
- 1921 : La danza de la muerte, de August Strindberg, escenografía de Lugné-Poe, Teatro de l'Œuvre
- 1922 : Ubú rey, de Alfred Jarry, escenografía de Lugné-Poe, Teatro de l'Œuvre
- 1924 : Le Singe qui parle, de René Fauchois, escenografía de René Rocher, Comédie Caumartin
- 1934 : La Dame aux gants verts, de René Fauchois, escenografía de Pierre Juvenet, Teatro des Capucines
- 1938 : Le Comédien, de Sacha Guitry, Teatro de la Madeleine